# Loi de von Mises bivariée

Échantillonnages de la variante cosinus de la loi de von Mises bivariée. Les points verts sont échantillonnés à partir d'une distribution à forte concentration et sans corrélation (,), les points bleus sont échantillonnés à partir d'une distribution à forte concentration et corrélation négative (,), et les points rouges sont échantillonnés à partir d'une distribution à faible concentration et sans corrélation.

La loi de von Mises bivariée est une loi de probabilité prenant ses valeurs sur un tore. Elle peut être considéré comme un analogue sur le tore de la distribution normale bivariée. Elle dérive de la loi de von Mises, qui se définit sur un cercle.
Cette distribution appartient au domaine des statistiques directionnelles. La formule générale de la loi bivariée de von Mises a été proposée pour la première fois par Kanti Mardia en 1975,. L'une de ses variantes est aujourd'hui utilisée dans le domaine de la bioinformatique pour formuler des modèles probabilistes de la structure des protéines au niveau atomique,.

## Définition
La loi de von Mises bivariée est une loi de probabilité définie sur un tore, {\displaystyle S^{1}\times S^{1}} plongé dans {\displaystyle \mathbb {R} ^{3}} . La forme générale de la fonction de densité d'une distribution de von Mises bivariée pour des angles {\displaystyle \phi ,\psi \in [0,2\pi ]} est donnée par :{\displaystyle f(\phi ,\psi )\propto \exp \left[\kappa _{1}\cos(\phi -\mu )+\kappa _{2}\cos(\psi -\nu )+(\cos(\phi -\mu ),\sin(\phi -\mu ))\mathbf {A} (\cos(\psi -\nu ),\sin(\psi -\nu ))^{T}\right],}
où {\displaystyle \mu } et {\displaystyle \nu } sont les moyennes associées à {\displaystyle \phi } et {\displaystyle \psi }, {\displaystyle \kappa _{1}} et {\displaystyle \kappa _{2}} leur concentration (une mesure inverse de la dispersion statistique) et la matrice {\displaystyle \mathbf {A} \in \mathbb {M} (2,2)} est une mesure de leur corrélation.
On utilise fréquemment des formules alternatives de la fonction de distribution n'utilisant que la fonction sinus ou cosinus
La variante cosinus de la fonction de distribution bivariée de von Mises  est donnée par:
{\displaystyle f(\phi ,\psi )=Z_{c}(\kappa _{1},\kappa _{2},\kappa _{3})\ \exp[\kappa _{1}\cos(\phi -\mu )+\kappa _{2}\cos(\psi -\nu )-\kappa _{3}\cos(\phi -\mu -\psi +\nu )],}
où {\displaystyle \mu } et {\displaystyle \nu } sont les moyennes associées à {\displaystyle \phi } et {\displaystyle \psi }, {\displaystyle \kappa _{1}} et {\displaystyle \kappa _{2}} leurs concentrations respectives et {\displaystyle \kappa _{3}} est liée à leur corrélation. {\displaystyle Z_{c}} est une constante de normalisation. Cette répartition avec {\displaystyle \kappa _{3}} = 0 a été utilisé pour les estimations du noyau de la densité de la distribution des angles dièdres des protéines.
La variante sinus a la fonction de densité de probabilité suivante:
{\displaystyle f(\phi ,\psi )=Z_{s}(\kappa _{1},\kappa _{2},\kappa _{3})\ \exp[\kappa _{1}\cos(\phi -\mu )+\kappa _{2}\cos(\psi -\nu )+\kappa _{3}\sin(\phi -\mu )\sin(\psi -\nu )],}
où les paramètres ont la même interprétation que pour la version cosinus.